# Evryteri Periochi Athamanikon Oreon
Evryteri Periochi Athamanikon Oreon este o arie protejată (arie de protecție specială avifaunistică — SPA) din Grecia întinsă pe o suprafață de 64.603,56 ha, integral pe uscat.

## Localizare
Centrul sitului Evryteri Periochi Athamanikon Oreon este situat la coordonatele 39°29′28″N 21°09′08″E / 39.491078°N 21.152265°E.

## Înființare
Situl Evryteri Periochi Athamanikon Oreon a fost declarat arie de protecție specială avifaunistică în martie 2010 pentru a proteja 14 specii de animale.

## Biodiversitate
Situată în ecoregiunea mediteraneană, aria protejată nu include niciun habitat protejat.
La baza desemnării sitului se află mai multe specii protejate de  păsări (14): fâsă-de-câmp (Anthus campestris), șerpar (Circaetus gallicus), ciocănitoare de grădină (Dendrocopos syriacus), ciocănitoare neagră (Dryocopus martius), presură de grădină (Emberiza hortulana), Falco eleonorae, șoim călător (Falco peregrinus), Ficedula semitorquata, sfrâncioc roșiatic (Lanius collurio), Leiopicus medius, ciocârlie de pădure (Lullula arborea), mierlă de piatră (Monticola saxatilis), ciuf-pitic (Otus scops), viespar (Pernis apivorus)
Pe lângă speciile protejate, pe teritoriul sitului au mai fost identificate 8 specii de plante, 7 specii de amfibieni, 17 specii de mamifere, 5 specii de nevertebrate, 3 specii de pești, 17 specii de reptile.